# Siam Park

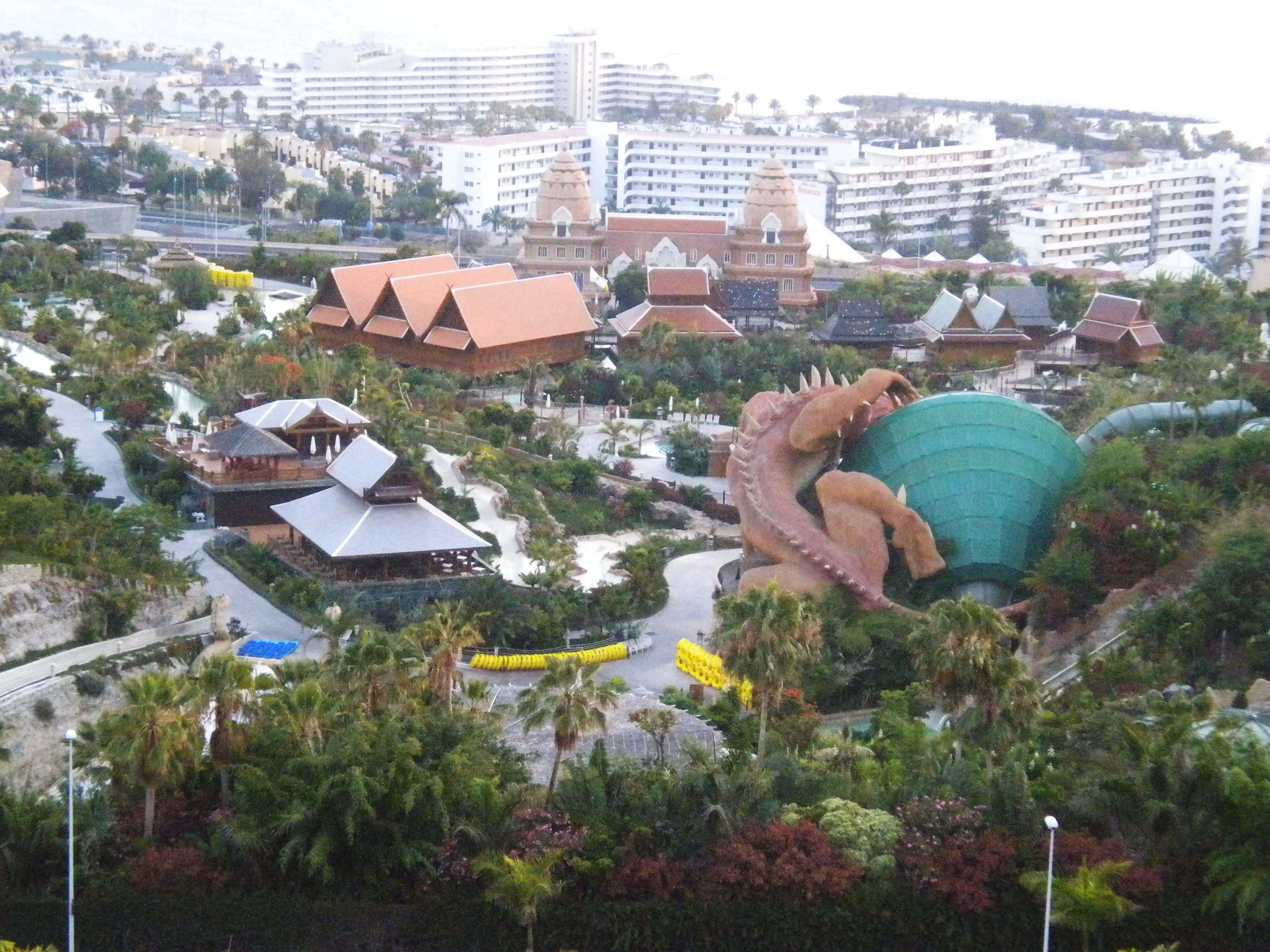
Panorama Siam Parku

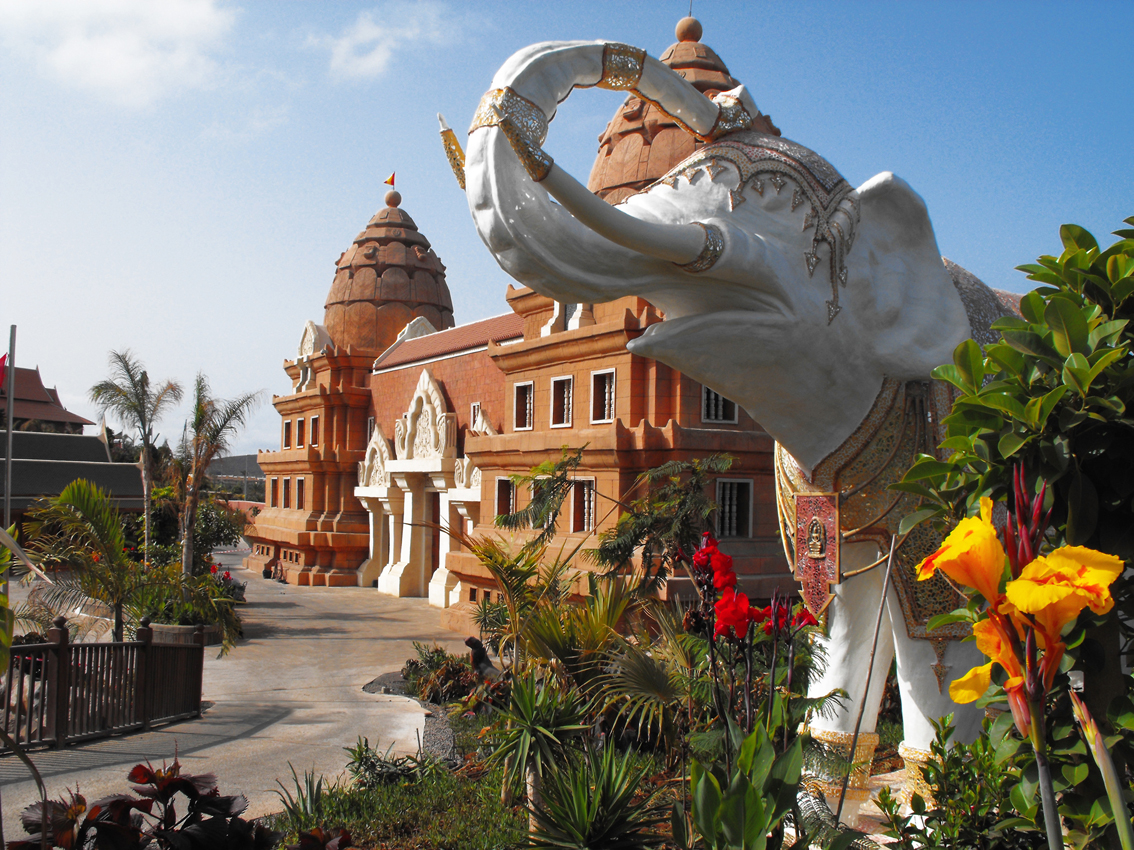
Wejście do parku

Siam Park − największa w Europie atrakcja zaliczana do parków wodnych, otwarta dla turystów w 2008 roku. Zlokalizowany na południu Teneryfy przy centrum turystycznym (Las Americas, Los Cristianos). Powierzchnia parku (185000m²) obejmuje ogrody, zjeżdżalnie, restauracje, basen z plażą i inne atrakcje nawiązujące swą stylistyką do architektury Tajlandii. Ponadto Siam Park oferuje swe przestrzenie do organizowania wszelkich eventów, spotkań i imprez firmowych, spektakli muzycznych, a także naukę pływania na desce dla dorosłych i najmłodszych adeptów surfingu.

## Atrakcje

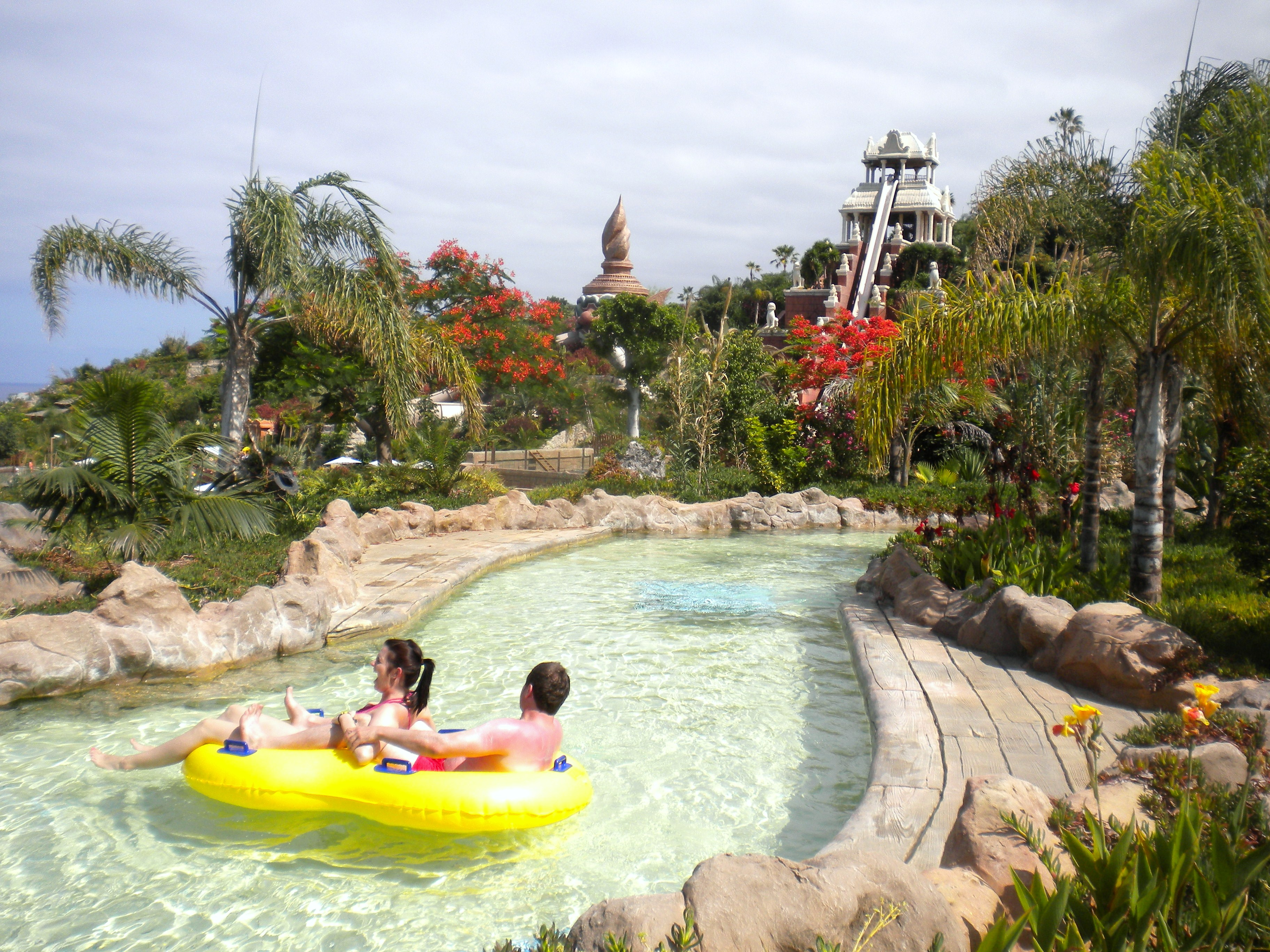
Mai Thai River

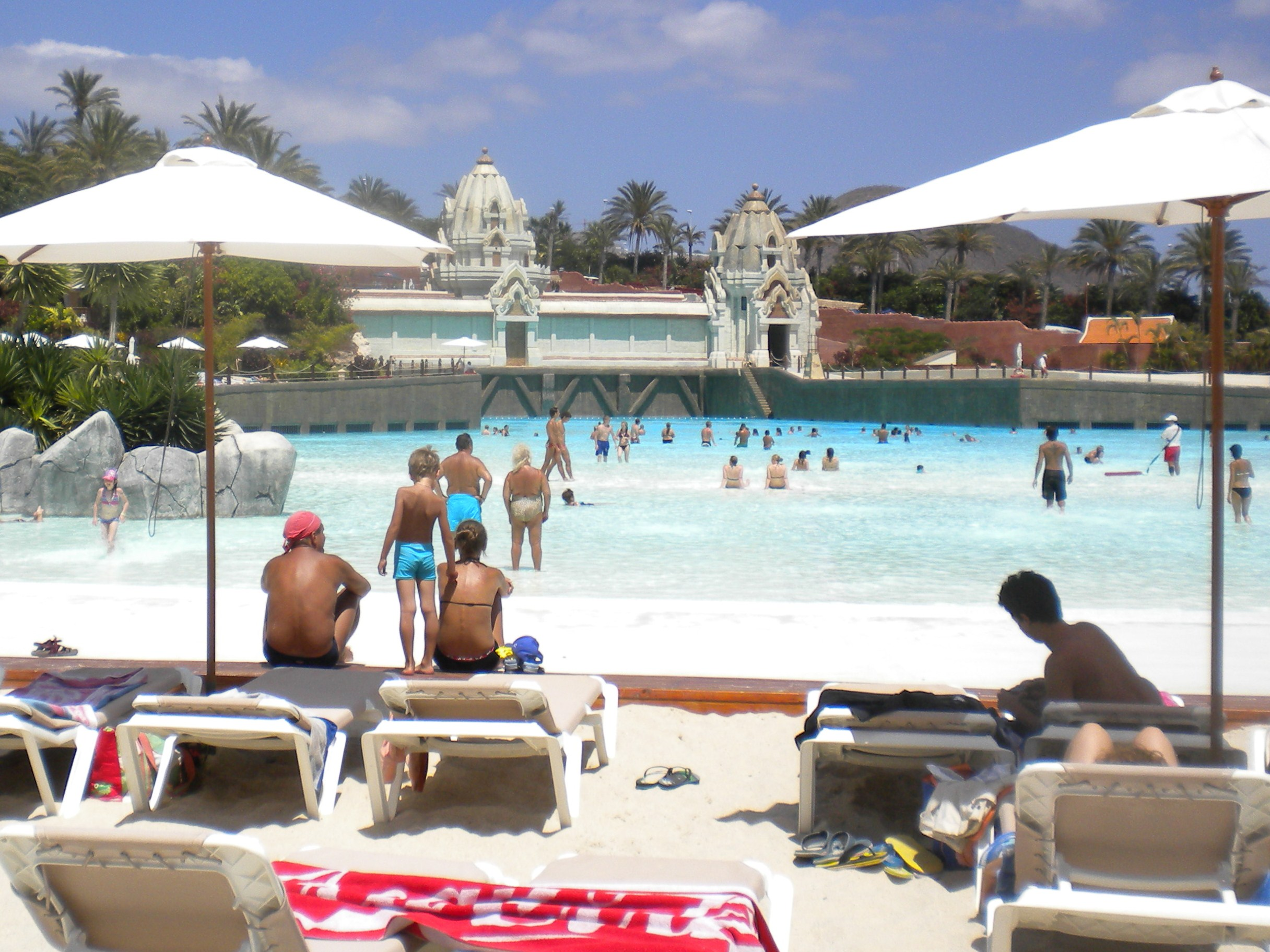
Sztuczna plaża

- Mekong Rapids – ogromna półotwarta rynna, przeznaczona do spływu (tzw. rafting) wielkim pontonem (do 4 osób)
- The Giant – dwie symetryczne zjeżdżalnie (rynna zamknięta) przeznaczone do zjazdu pontonem jedno lub dwuosobowym
- The Tower of Power – gigantyczna wieża na szczycie której rozpoczynamy zjazd (6-7 sek.). Z impetem przelatujemy przez ogromne akwarium i wpadamy do małego, płytkiego basenu
- Dragon – zjazd  pontonem (4 osoby) w ogromnej zamkniętej rurze
- The Volcano – atrakcja podobna do Dragona
- Jungle Snake – system czterech przeplatających się zjeżdżalni półodkrytych, wijących się wśród tropikalnej dżungli
- Naga Racer – sześć równolegle biegnących torów, które pokonuje się na specjalnie przeznaczonych do tego celu piankowych matach
- Lost City – system zjeżdżalni, mostów, wodospadów, sikawek, ukrytych wodnych pułapek zamontowanych  na kilku poziomach
- Siam Beach – ogromna, sztuczna plaża z żółtym piaskiem
- Mai Thai River –  leniwie wijąca się wśród tropikalnej roślinności rzeczka, która przeznaczona jest dla osób łaknących spokoju. Wodospady, mostki i inne atrakcje czekają na chętnych do relaksu na pontonie
- Kinnaree – zjeżdżalnia dla najbardziej potrzebujących adrenaliny
- Sawasdee – najnowsza część parku przeznaczona dla najmłodszych
- Mercado Flotante – sieć kilku sklepów z pamiątkami zbudowanych  na wzór tajskiej wioski. Osadzone na wystających z wody palach w swych wnętrzach kryją upominki z Siam Parku, małe markety i lodziarnie. Wokół nich pływają tysiące karpi królewskich i innych gatunków ryb
- Leones Marinos – przy wejściu/wyjściu znajduje się ogromny basen z fokami, które bawiąc się ze sobą witają i żegnają wszystkich turystów
- Saifa - ma 82 metry wysokości i 306 metrów długości

Oprócz atrakcji wodnych organizatorzy udostępnili swoim klientom kilka barów i restauracji:
- The Tea House – nieduży bar, położony wśród Mercado Flotante z widokiem na wybieg z fokami, w którym serwuje się kawę, herbatę i sandwiche
- Thai House E – restauracja, która oferuje kuchnię zarówno orientalną jak i tradycyjną
- Thai Bar – idealne miejsce do relaksu i wypoczynku
- Beach Club –  restauracja w formie bufetu usytuowana na plaży
- Beach Bar – wyjątkowe miejsce z widokiem na ocean, sąsiednią wyspę La Gomera oraz Palacio de Olas (zamek, który tworzy 3 metrowe fale).
- Siam Park (VIP) – to kilka drewnianych domków usytuowanych w gęstej dżungli z widokiem na basen i plażę

## Godziny otwarcia
- Lato: (od 1 maja do 31 października) – 10.00 – 18.00
- Zima: (od 1 listopada do 31 kwietnia) – 10.00 – 17.00[1]